# Poecilimon tauricus
Poecilimon tauricus är en insektsart som beskrevs av Retowski 1888. Poecilimon tauricus ingår i släktet Poecilimon och familjen vårtbitare. Inga underarter finns listade i Catalogue of Life.